# Villa Grimaldi
A Villa Grimaldi é uma propriedade localizada na região oriente da cidade de Santiago do Chile, mais precisamente na comuna de Peñalolén. Durante a ditadura militar, especialmente no período entre 1973 e 1976, suas construções foram utilizadas para detenção, interrogatório, tortura e ocultação de presos políticos pela DINA, a polícia secreta do ditador Augusto Pinochet.
Anteriormente, a área era uma ampla propriedade em Santiago que virou restaurante de luxo e era frequentado pela elite da época. Isso até ser tomada e oficialmente comprada pelo diretor da DINA, Manuel Contreras. 

Transformado em centro de detenção imediatamente após o golpe, o local foi rebatizado de "Cuartel Terranueva", nome utilizado até 1978. Foi um dos principais centros de tortura e desaparições forçadas, juntamente com os centros Londres 38, Casa José Domingo Cañas, a Venda Sexy, Clínica Santa Lucía e Tres y Cuatro Alámos. 

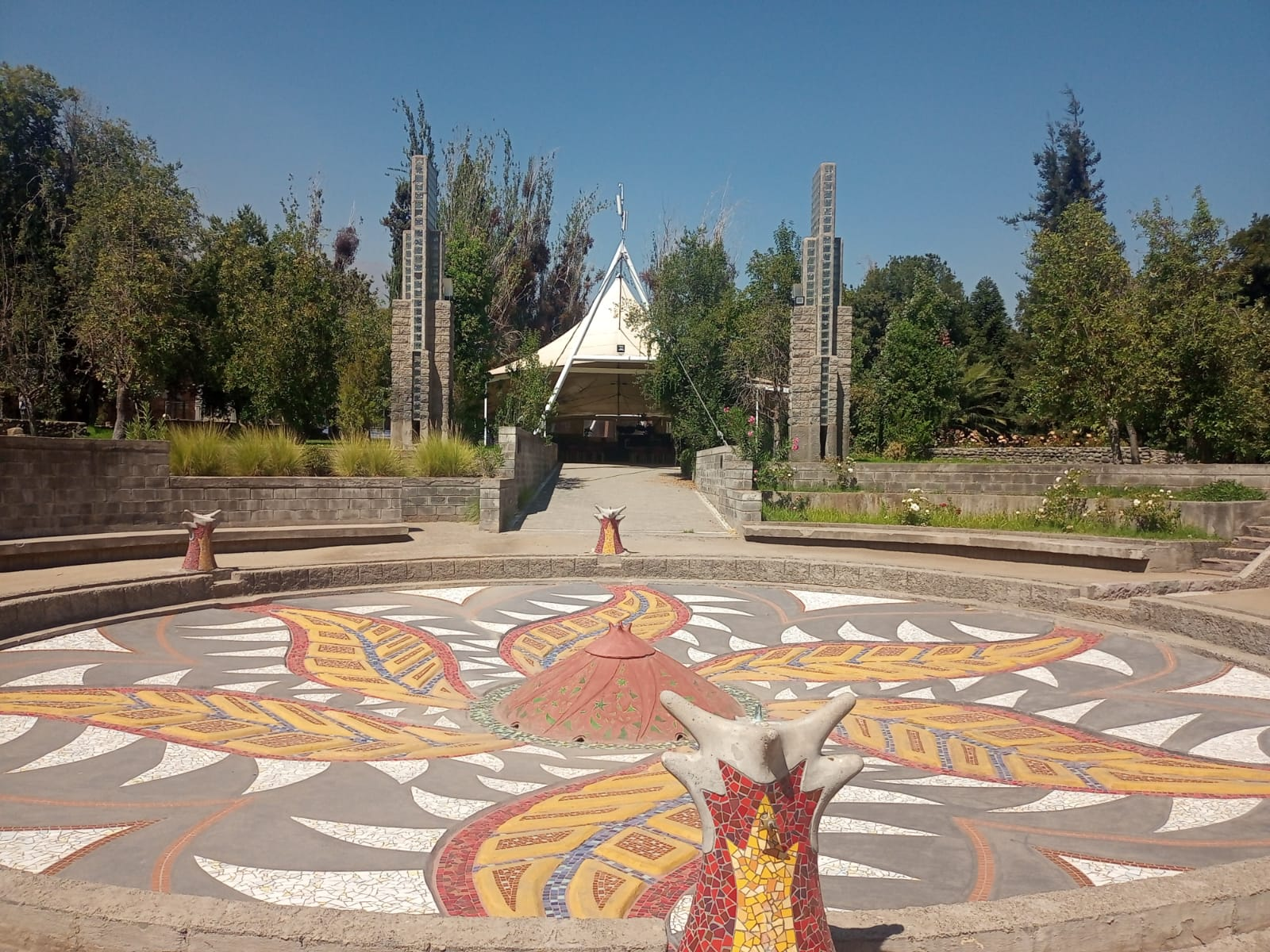
Parque para a Paz Villa Grimaldi.

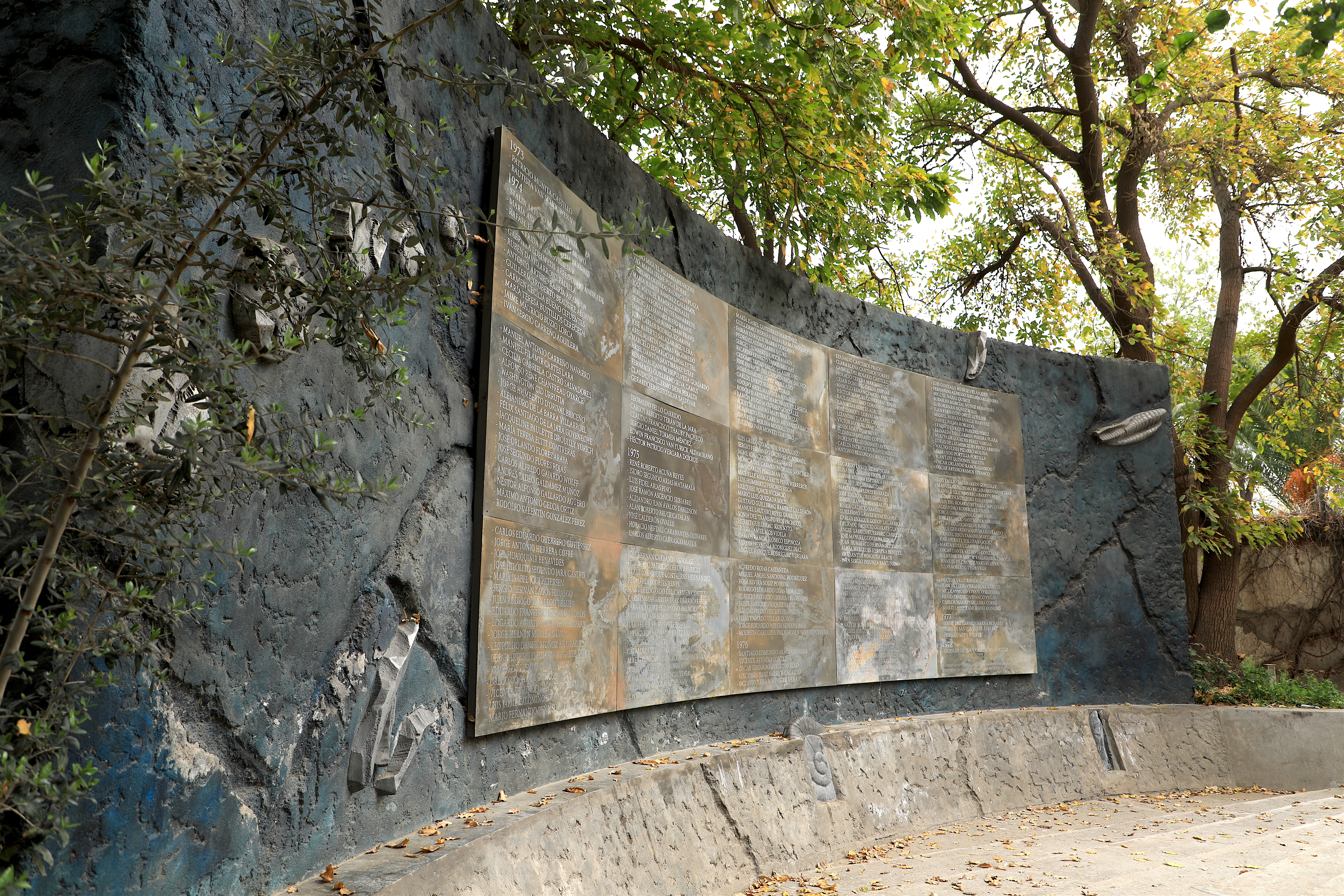
Lista de homens e mulheres, cidadãos chilenos, mortos ou desaparecidos na Villa Grimaldi

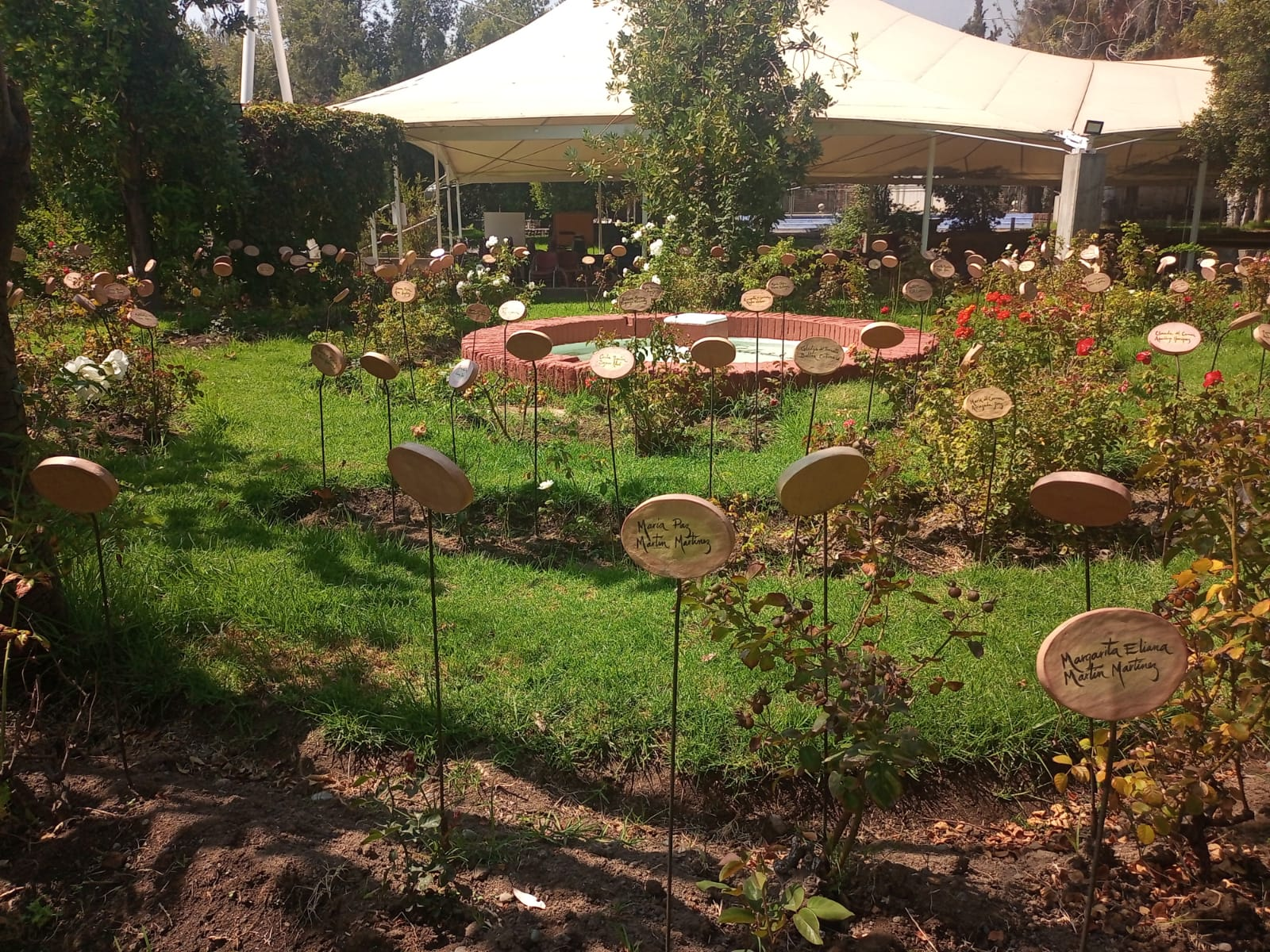
Jardim das Rosas, espaço em homenagem às mulheres que foram mortas em Villa Grimaldi.

Estima-se que mais de 4500 pessoas foram detidas na Villa Grimaldi nesse período. Destas, 241 foram executadas ou vistas pela última vez no local. A ex-presidenta do Chile Michelle Bachelet esteve presa no local junto com sua mãe, Ángela Jeria. Em especial, mas não de forma restrita, estiveram presas e presos no local militantes do MIR, Partido Socialista, Partido Comunista e do MAPU. 
Com a dissolução da DINA, em 1976, o terreno passou para propriedade da Central Nacional de Informaciones (CNI), com fins administrativos. Em 1988, a propriedade foi repassada a Hugo Salas Wenzel, diretor da CNI, para que as evidências do uso do centro para violações dos direitos humanos pudessem ser eliminadas e o terreno dividido em lotes e finalmente revendidos. No processo, foram demolidos a maioria dos edifícios internos, especialmente os utilizados para prisão e tortura. 
Nesse período, movimentos locais, das comunas de Peñalolén e La Reina se organizaram para se opor a demolição do local e a comercialização do espaço pela família Salas Wenzel. O Estado do Chile expropriou Villa Grimaldi em 1994, ano em que o espaço foi reaberto pela primeira vez. Em 1996 surge a Corporação Parque por la Paz Villa Grimaldi, de caráter privado em sem fins lucrativos. A organização, formado por diferentes grupos, gestiona o espaço e tem por objetivo manter a memória do local, especialmente de seus presos, torturados e desaparecidos. 
Após finalizado um grande plano arquitetônico e simbólico de revitalização do espaço, o parque hoje é aberto todos os dias da semana, possuindo visita guiada e frequentemente sendo utilizado para eventos relacionados à cultura e memória. 